# 上尾市文化センター
上尾市文化センター（あげおしぶんかセンター）は、埼玉県上尾市二ツ宮にある市営文化センターである。

## 概要
- 1971年（昭和46年）12月24日に上尾市福祉会館として竣工され、翌年1月21日オープンした[1]。なお、着工は昨年10月である。

1,050人収容の大ホール、166人収容の小ホールを備える。4・5階には1972年（昭和47年）11月1日に開業した上尾中央公民館（現上尾公民館）が併設されている。
- 集会の自由に関して、泉佐野市民会館事件と並んで上尾市福祉会館事件が著名である。

- 2003年9月1日に改修工事が完了し、上尾市文化センターに改称された[3]。

- 2024年4月1日より富士住建がネーミングライツを取得[4]。「あげお富士住建ホール」として2026年3月31日までの2年契約。

## 施設
- 大ホール（中ホール） - 間仕切りを設けることで中ホールとして利用
- 小ホール
- 大集会室
- 小集会室
- 展示場（ホワイエ）
- 多目的室
- リハーサル室
- 楽屋
- ラウンジ

## 所在地
- 埼玉県上尾市二ツ宮750番地

## アクセス
- JR高崎線上尾駅東口から徒歩約15分
- JR高崎線上尾駅東口から朝日バス「東大宮駅行き」「がんセンター行き」「伊奈役町場行き」にて上尾市文化センター前下車